# Élection pontificale de 1287-1288

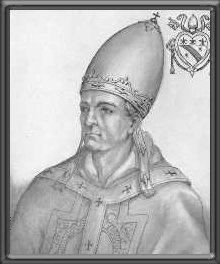
Pape Nicolas IV au XIIIe siècle

L'élection pontificale de 1287-1288 se déroule du 4 avril 1287 au 22 février 1288, à la suite de la mort du pape Honorius IV et aboutit à  l'élection du cardinal Girolamo Masci qui prend le nom pontifical de  Nicolas IV.

## Contexte
Cette élection papale sera la plus meurtrière dans l'histoire de l'Église catholique romaine, avec six des quinze ou seize cardinaux électeurs qui périssent au cours des délibérations. Finalement, les cardinaux élisent le cardinal Girolamo Masci, qui devient le pape Nicolas IV, presque un an après la mort du pape Honorius IV, décédé le 3 avril 1287. Nicolas IV est le premier pape franciscain.
La mort des cardinaux est généralement attribuée à la malaria. Après la mort de six cardinaux, les électeurs restants, à l'exception de Masci, quittent Rome. Après avoir découvert que Masci était resté à l'église Sainte-Sabine de Rome, les cardinaux se réunissent le 15 février et l'élisent, mais celui-ci refuse une première fois. Il est réélu le 22 février. On pensait à l'époque que Masci avait survécu en gardant un feu allumé dans sa chambre afin de purifier les vapeurs pestilentielles, ou le mauvais air supposé provoquer la maladie. L'élection a lieu près de Sainte Sabine sur l'Aventin dans le palais Savelli, le Corte Savella, construit par Honorius IV et utilisé comme résidence papale.

## Sources
- (en) Cet article est partiellement ou en totalité issu de l’article de Wikipédia en anglais intitulé « Papal election, 1287–88 » (voir la liste des auteurs).
- (en) Sede Vacante de 1287-1288 - Université de Nothridge - État de Californie - John Paul Adams - 31 octobre 2014